# Villaggio Coppola
Villaggio Coppola (també coneguda com a Pinetamare) és una frazione de Castel Volturno a la Província de Caserta, a la regió italiana de la Campània.
La construcció del poble es considera un exemple d'edificació il·legal realitzada a gran escala.

## Geografia
El poble està situat a la costa tirrena, entre Castel Volturno, Lago Patria (llogarret de Giugliano) i Villa Literno. La seva distància és de 27 km respecte de la ciutat de Nàpols.

## Història
Villaggio Coppola va ser construït a finals dels anys 1960 com a centre multifuncional turístic per obra de Vincenzo i Cristoforo Coppola. Les denuncies per la destrucció parcial del medi natural fetes per WWF i algunes autoritats locals començaren el 1975. El primer enderroc per edificació abusiva es va iniciar el 1999 i hi ha iniciatives per a incloure el poble com a part d'una reserva natural.

## Filmografia
- Ritratti abusivi (documental de Romano Montesarchio, 2013)
- Dogman (Matteo Garrone, 2018)[3]